# فرد کرک
فرد کرک (انگلیسی: Fred Crack; ۱۲ ژانویهٔ ۱۹۱۹ – ۲۰۰۲ (۸۲−۸۳ سال)) بازیکن فوتبال بود.
از باشگاه‌هایی که در آن بازی کرده‌است می‌توان به باشگاه فوتبال گریمزبی تاون اشاره کرد.